# Erzbistum Bamberg

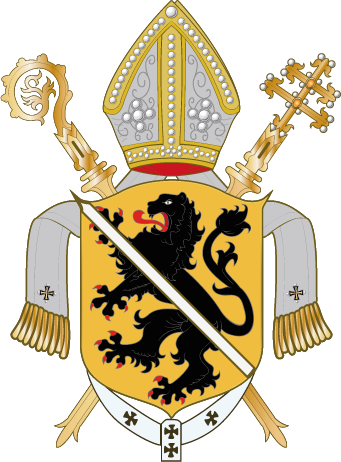
Wappen des Erzbistums Bamberg mit dem Bamberger Löwen

Das Erzbistum Bamberg (lateinisch Archidioecesis Bambergensis) ist eine römisch-katholische Diözese im Norden Bayerns und umfasst große Teile der Regierungsbezirke Oberfranken und Mittelfranken sowie jeweils einen kleinen Teil der Regierungsbezirke Unterfranken (Iphofen, Eltmann-Roßstadt) und Oberpfalz (Auerbach). Suffraganbistümer sind Eichstätt und Würzburg sowie das in Rheinland-Pfalz und dem Saarland gelegene Bistum Speyer in den Grenzen der bayerischen Pfalz bis 1920.

## Gründung
Auf der Reichssynode in Frankfurt (Main), die am 1. November 1007 begann und an der 8 Erzbischöfe und 27 Bischöfe teilnahmen, erwirkte König Heinrich, der 1014 die Kaiserwürde erlangte, die Gründung des Bistums Bamberg aus Teilen von Würzburg und Eichstätt. Noch auf der Synode wurde Eberhard, des Königs Kanzler, vom Mainzer Erzbischof Willigis zum Oberhirten des neuen Grenzlandbistums geweiht. Ebenfalls noch auf der Synode wurden dem Bistum reiche Schenkungen verbrieft, um es wirtschaftlich auf eine solide Basis zu stellen. Heinrich wollte in seiner Lieblingsstiftung Bamberg die mönchische Strenge des Hildesheimer Domkapitels – dort war er selbst erzogen worden – und den damals gefeierten Studieneifer der Kirchen von Lüttich miteinander verbunden wissen.
Das Bistum Bamberg war zunächst Mainz und ab 1245 Rom unmittelbar unterstellt (exemt) und erlangte eine besondere Bedeutung bei der Christianisierung der zwischen Main und Regnitz wohnenden Slawen. Suitger, der zweite Bamberger Bischof, wurde 1046 zum Papst gewählt und nahm bei seiner Inthronisation den Namen Clemens II. an. Im Bamberger Dom wurde er auf eigenen Wunsch beigesetzt – es ist das einzige erhaltene Papstgrab nördlich der Alpen.

## Bistumsheilige

### Heinrich
Heinrichs Vater, Heinrich der Zänker, war Herzog von Bayern. Im Jahr 1002 wurde Heinrich II. zum König und 1014 zum Kaiser gekrönt. Heinrich setzte bei der Reichssynode am 1. November 1007 die Gründung des Bistums Bamberg durch. Er gründete viele Klöster. Am 13. Juli 1024 starb Heinrich II. Er ist im Bamberger Dom bestattet und wurde von Papst Eugen III. 1146 heiliggesprochen. Gedenktag ist der 13. Juli.

### Kunigunde
Sie stammte aus Luxemburg und heiratete um 999 Heinrich. Kunigunde wirkte entscheidend bei der Ausstattung des Bistums Bamberg mit. Auch stiftete sie das Benediktinerinnenkloster Kaufungen, in das sie nach dem Tod ihres Mannes eintrat. Sie starb am 3. März 1033 in Kaufungen und ist im Dom zu Bamberg bestattet. Kunigunde wurde von Papst Innozenz III. 1200 heiliggesprochen. Gedenktag ist der 3. März.

### Otto
Er stammte aus schwäbischem Adel und war zunächst am Hof des Polenherzogs Władysław I. Herman tätig, ehe er in den Dienst von Kaiser Heinrich IV. trat. 1102 wurde Otto zum Bischof von Bamberg ernannt. Er ließ den niedergebrannten Dom wieder aufbauen und wirkte als Missionar in Pommern. 1189 wurde Otto heiliggesprochen. Im Erzbistum Bamberg wird seiner am 30. September gedacht.

### Sebald
Im 8. Jahrhundert kam Sebald nach der Überlieferung in die Gegend von Nürnberg, wo er sich als Einsiedler niederließ und als Missionar wirkte. Sebald wird vor allem in Nürnberg als Stadtheiliger verehrt. Er wurde im Jahr 1425 heiliggesprochen. Sein Gedenktag ist der 19. August.

## Diözesankalender
Im Erzbistum Bamberg wird der Regionalkalender für das deutsche Sprachgebiet um die folgenden Eigenfeiern ergänzt (dahinter jeweils der Rang):
Abkürzungen:
H = Hochfest, F = Fest, G = gebotener Gedenktag, g = nicht gebotener Gedenktag

- 05. Januar: Hl. Johannes Nepomuk Neumann (gest. 1860), Bischof – g
- 16. Januar: Sel. Teresio Olivelli (gest. 1945), Märtyrer – g
- 03. März: Hl. Kunigunde – (gest. 1033), Gemahlin Kaiser Heinrichs II., Bistumspatronin – H
- 23. April: Hl. Georg (gest. um 303), Märtyrer, Zweiter Patron der Domkirche – im Bamberger Dom F, in der Erzdiözese G
- Freitag der Zweiten Osterwoche: Gedenktag der hl. Lanze und der hll. Nägel unseres Herrn – im Bamberger Dom und in der Frauenkirche (Nürnberg) G, in der Erzdiözese g
- 01. Mai Maria, Schutzpatronin von Bayern – H
- 06. Mai: Weihetag der Domkirche – in der Dompfarrei H, in der Erzdiözese F
- 11. Mai: Hl. Gangolf (gest. um 760), Märtyrer – g
- Samstag der Vierten Osterwoche Hll. Vierzehn Nothelfer in der Basilika Vierzehnheiligen H, in der Erzdiözese G
- 06. Juni: Sel. Odoardo Focherini (gest. 1944), Märtyrer – g
- 13. Juli: Hl. Heinrich  (gest. 1024), Kaiser und Bistumspatron – H
- 15. Juli: Hl. Gumbert (gest. 795) Abtbischof, Glaubensbote in Franken – in Ansbach und Umgebung G, in der Erzdiözese g
- 15. Juli: Hl. Bonaventura (gest. 1274) Bischof, Kirchenlehrer – g (im Regionalkalender für das deutsche Sprachgebiet G)
- 19. August: Hl. Sebald Einsiedler bei Nürnberg – in Nürnberg und Umgebung F, in der Erzdiözese G
- 30. September: Hl. Otto (gest. 1139), Bischof von Bamberg, Glaubensbote in Pommern – F (im Regionalkalender für das deutsche Sprachgebiet 30. Juni)
- 03. Oktober: Hl. Hieronymus (gest. 420), Priester, Kirchenlehrer G (im Regionalkalender für das deutsche Sprachgebiet 30. September)
- 05. Oktober: Sel. Josef Mayr-Nusser (gest. 1945), Familienvater, Märtyrer – g
- 14. Oktober: Hl. Burkhard (gest. 755), Bischof von Würzburg – g
- 05. November: Sel. Bernhard Lichtenberg (gest. 1943 in Hof), Märtyrer, Gerechter unter den Völkern – g

## Mittelalter
Unter Bischof Otto I., dem Heiligen, 1102–1139, erlebte die Domschule eine neue Blütezeit. Er gründete oder erneuerte 27 Klöster in sieben Diözesen von Kärnten bis Halberstadt. Mit der Einrichtung des Aegidienspitals und des Gertrudenhospitals begann Bischof Otto I. die karitative Tätigkeit der mittelalterlichen Kirche auch in Bamberg, sie ist noch in den Spitälern alter Städte erkennbar.
Gottesdienste und Seelsorge, Bildung und Kultur, wirtschaftliche Entwicklung und soziale Aktivitäten, Glaubensverbreitung und Friedensförderung waren Aufgaben und Ziele der Bamberger Kirche im Mittelalter.

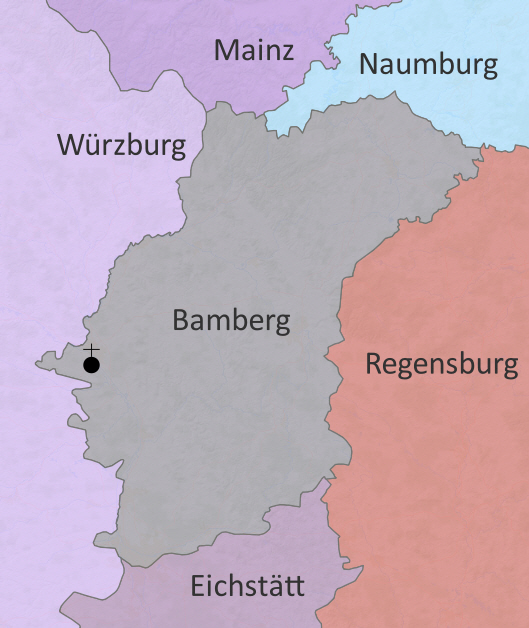
Diözese Bamberg um 1500

## Reformation
Die Reformation hat im fränkischen Land tiefe Spuren hinterlassen: So fielen damals beispielsweise von 190 Pfarrkirchen im Laufe des 16. Jahrhunderts 105 mit den meisten Filialkirchen dem Protestantismus zu; 1648 standen für 110 Pfarreien noch 64 Priester zur Verfügung.

## Neuzeit
Die Bischöfe der Barockzeit, zugleich Landesherren des Hochstiftes mit über 200 000 Einwohnern, waren Freunde und Förderer der Künste und Wissenschaften. Die Nachwelt verdankt ihnen bedeutende Kirchenbauten, Schlossanlagen, eine allgemeine kulturelle Hochblüte. Zugleich widmeten sie sich den pastoralen Aufgaben (Neuordnung der Pfarreien, Förderung der Klöster, Berufung der Jesuiten).
So führte Fürstbischof Franz Ludwig von Erthal (1779–1795) den barocken Lebensstil bewusst nicht weiter. Er wollte als „Fürst für das Volk“ dessen Wohl. Er sorgte für die Kranken und Armen durch Gesetze und Einrichtungen, die dem modernen Sozial- und Versicherungswesen den Weg bereiteten. So schuf er das Armeninstitut, das sich in Form einer ständigen Kommission systematisch in Bamberg, Forchheim, Kronach, Lichtenfels und Weismain der Notleidenden annahm. Im Jahre 1789 errichtete er das Allgemeine Krankenhaus in Bamberg und förderte die Einführung einer Krankenkasse.

## Bamberger Löwe
Der Bamberger Löwe, als Wappentier und gemeine Figur in der Heraldik, hat einen Eigennamen und war im Wappen des Hochstiftes Bamberg. Er reihte sich in die Liste der Wappenlöwen ein. In vielen Wappen ist seine Hauptrichtung aufsteigend und heraldisch rechtsgewendet. Er ist gewöhnlich in Gold ein rechtsgewandter, mit einer silbernen Schrägrechtsleiste überdeckter, rot bewehrter schwarzer Löwe. Am Spalt im Wappen steht er seit dem 16. Jahrhundert.
Der Bamberger Löwe ist in vielen Wappen nachzuweisen, wenn der Einfluss des Hochstiftes bedeutend war, so in den Wappen von Weisendorf (linksgewendet), Scheßlitz (rechtsgewendet), Litzendorf (rechtsgewendet), Oberscheinfeld (rechtsgewendet), Bezirk Oberfranken, Landkreis Bamberg, Landkreis Erlangen-Höchstadt, Landkreis Haßberge, Landkreis Forchheim. Auch der Erzbischof von Bamberg führt den Löwen im Wappen.

## Säkularisation und Neubeginn
Die Säkularisation des Jahres 1802/1803 beendete die weltlichen Regierungsaufgaben der Kirchenfürsten: Das Hochstift Bamberg fiel an das Königreich Bayern. Nach dem im Jahr 1817 geschlossenen Bayerischen Konkordat veranlasste Papst Pius VII. am 1. April 1818 in einer Zirkumskriptionsbulle die Neueinteilung der bayerischen Diözesen. Bamberg wurde Sitz eines Erzbischofs mit den Suffraganbistümern Eichstätt, Speyer und Würzburg. 1826 kamen per päpstlichem Dekret die Katholiken des Herzogtums Sachsen-Coburg unter die geistliche Leitung und Jurisdiktionsgewalt der Erzdiözese Bamberg.

## Bistumsgliederung – Dekanate und Seelsorgebereiche
Das Erzbistum Bamberg gliedert sich in zehn Dekanate und 35 Seelsorgebereiche. Für jeden Seelsorgebereich wurde jeweils ein Leitender Pfarrer ernannt.
Dekanat Ansbach
- Seelsorgebereich Dreifrankenland im Steigerwald
- Seelsorgebereich Oberer Aischgrund
- Seelsorgebereich Ansbach Stadt und Land

Dekanat Bamberg
- Seelsorgebereich Gügel
- Seelsorgebereich Main-Itz
- Seelsorgebereich Bamberger Osten
- Seelsorgebereich Bamberger Westen
- Seelsorgebereich Geisberg-Regnitztal
- Seelsorgebereich Main-Aurach
- Seelsorgebereich Steigerwald

Dekanat Bayreuth
- Seelsorgebereich Bayreuth
- Seelsorgebereich Fränkische Schweiz Nord
- Seelsorgebereich Auerbach-Pegnitz

Dekanat Coburg
- Seelsorgebereich Coburg Stadt und Land
- Seelsorgebereich Gottesgarten
- Seelsorgebereich Lichtenfels-Obermain
- Seelsorgebereich Obermain-Jura

Dekanat Erlangen
- Seelsorgebereich Aurachtal-Seebachgrund
- Seelsorgebereich Erlangen-Süd
- Seelsorgebereich Erlangen-Nordwest
- Seelsorgebereich Erlangen-Nordost
- Seelsorgebereich Erlangen-West

Dekanat Forchheim
- Seelsorgebereich Jura-Aisch
- Seelsorgebereich Fränkische Schweiz
- Seelsorgebereich Neubau
- Seelsorgebereich Forchheim
- Seelsorgebereich Höchstadt

Dekanat Fürth
- Seelsorgebereich Fürth Stadt
- Seelsorgebereich Fürth Land

Dekanat Hof
- Seelsorgebereich Hofer Land
- Seelsorgebereich Kulmbach

Dekanat Kronach
- Seelsorgebereich Frankenwald
- Seelsorgebereich Kronach

Dekanat Nürnberg
- Seelsorgebereich Pegnitztal
- Seelsorgebereich Nürnberg Mitte-Nord-West
- Seelsorgebereich Nürnberg Nord-Ost
- Seelsorgebereich Nürnberg Südstadt-West

## Erzbischöfe

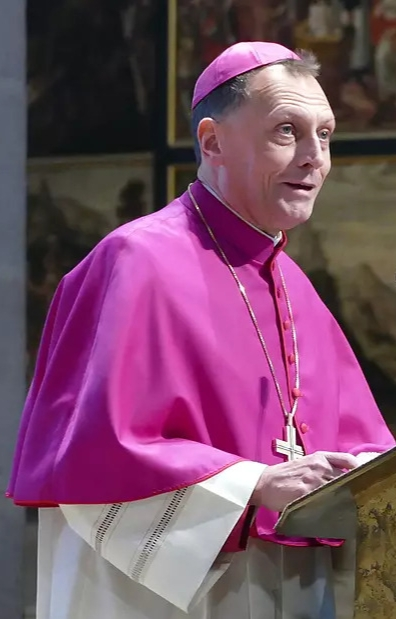
Herwig Gössl nach seiner Ernennung 2023

Von 2002 bis 2022 hatte Ludwig Schick das Amt des Erzbischofs von Bamberg als 13. in der Reihe der Bamberger Erzbischöfe inne. Sein Vorgänger  war Karl Braun. Seit dem 2. März 2024 ist Herwig Gössl als Erzbischof im Amt.

## Kathedrale, Basiliken, Kirchen (Auswahl)

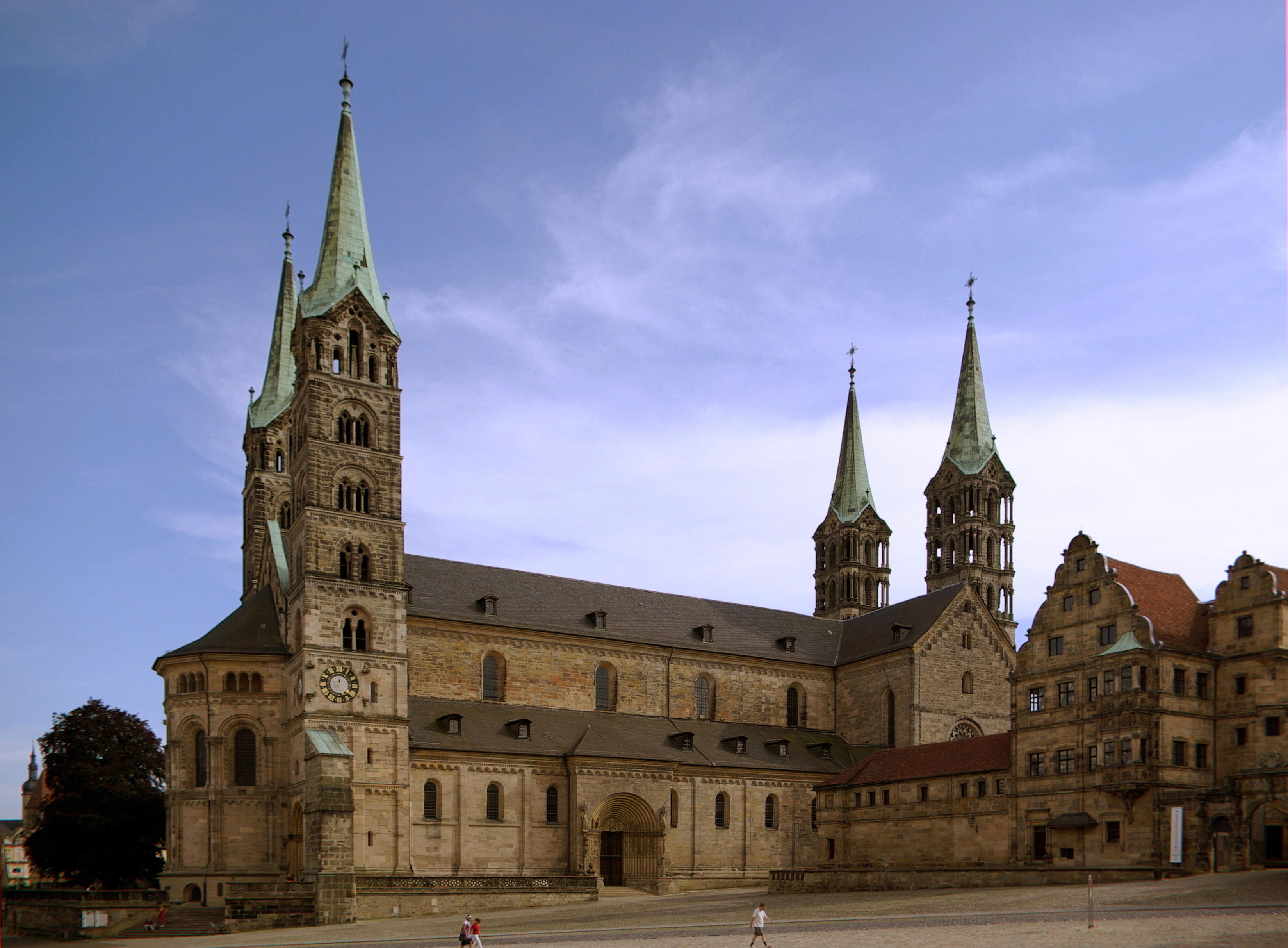
Bamberger Dom

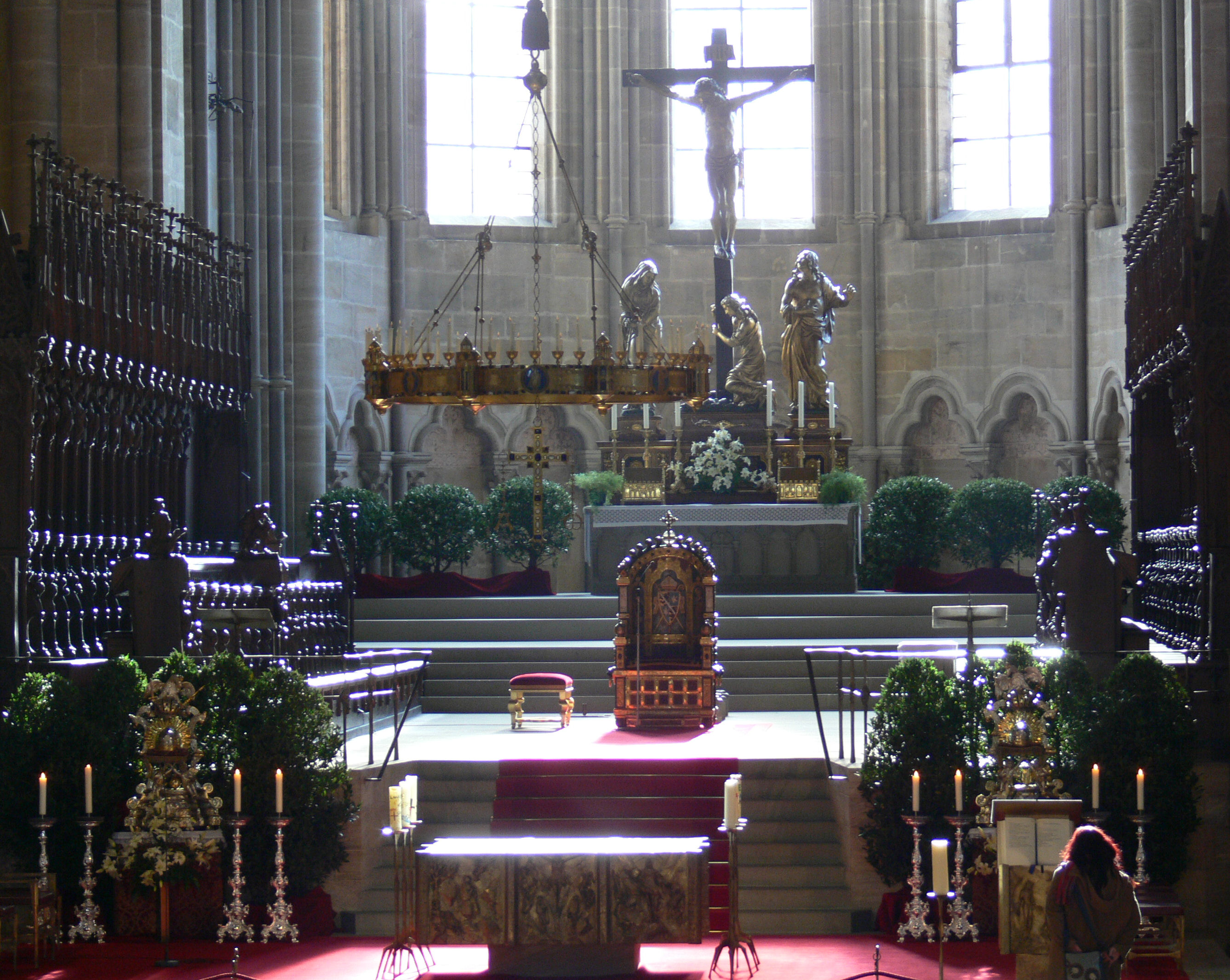
Altarraum mit Kathedra

Die Kathedrale (Bischofskirche) des Erzbistums ist der Kaiserdom St. Peter und St. Georg in Bamberg.
- Wallfahrtsbasiliken
  - Basilika Gößweinstein
  - Basilika Marienweiher
  - Basilika Vierzehnheiligen
- Weitere bedeutende Kirchen
  - Ansbach, St. Ludwig, in der Altstadt
  - Bamberg, St. Gangolf, im Bamberger Gärtnerviertel
  - Bamberg, St. Jakob, auf dem Jakobsberg
  - Bamberg, St. Kunigund, in der Gartenstadt
  - Bamberg, St. Martin, innerhalb des Weltkulturerbes der Altstadt Bamberg
  - Bamberg, St. Michael, auf dem Michelsberg, ehemaliges Benediktinerkloster
  - Bamberg, Obere Pfarre, auf dem Kaulberg
  - Bad Staffelstein, Kloster Banz, ehemaliges Benediktinerkloster
  - Bayreuth, Schlosskirche, im Stadtzentrum
  - Coburg, St. Augustin, unterhalb der Veste Coburg
  - Hof, St. Marien, in der Altstadt
  - Kronach, St. Johannes d. T., im Stadtzentrum
  - Nürnberg, St. Elisabeth, am Jakobsplatz
  - Nürnberg, Frauenkirche, am Nürnberger Hauptmarkt
  - Nürnberg, St. Klara, in der Altstadt, heute Meditationskirche

Siehe auch: Kirchengebäude im Erzbistum Bamberg

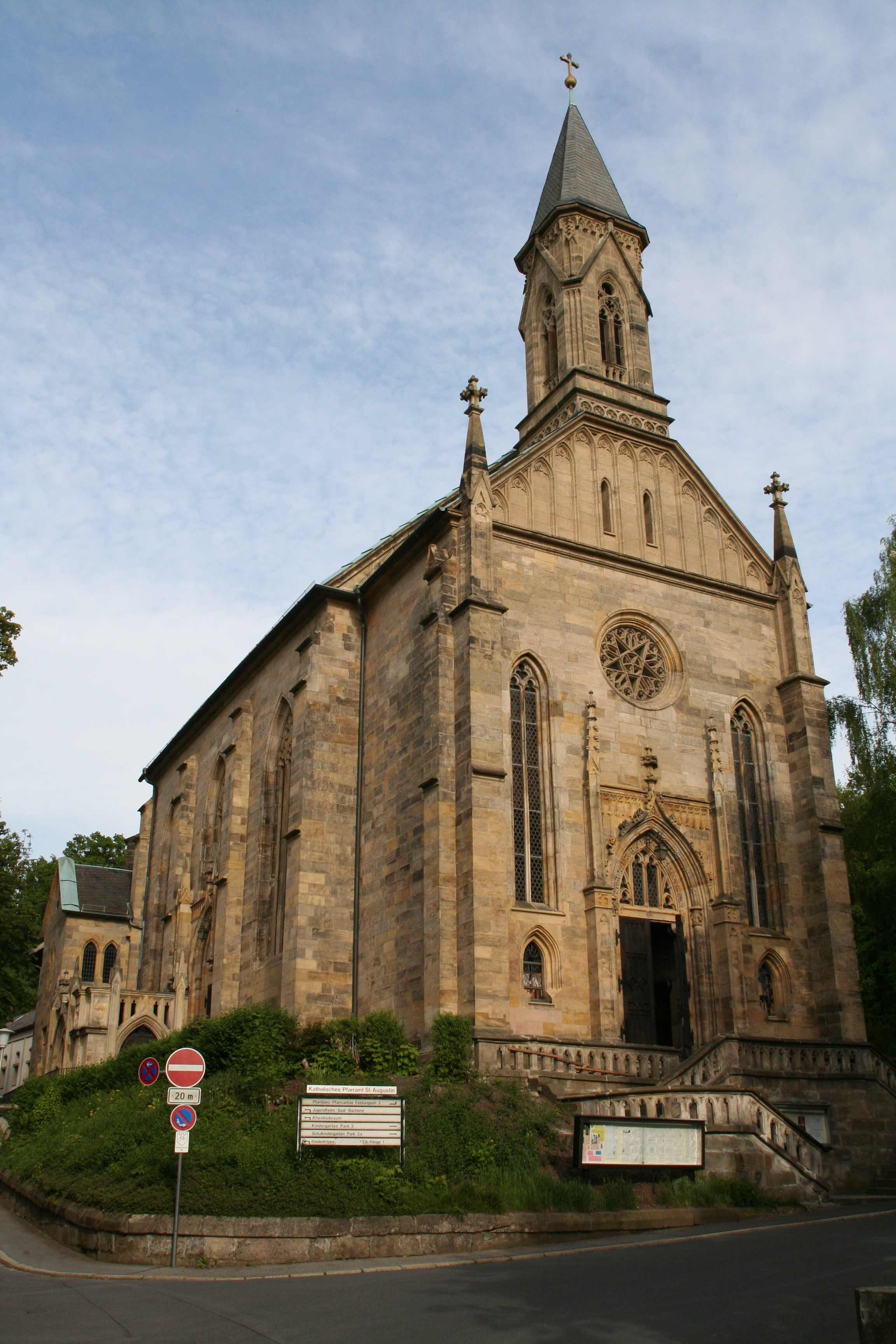
St. Augustin Coburg
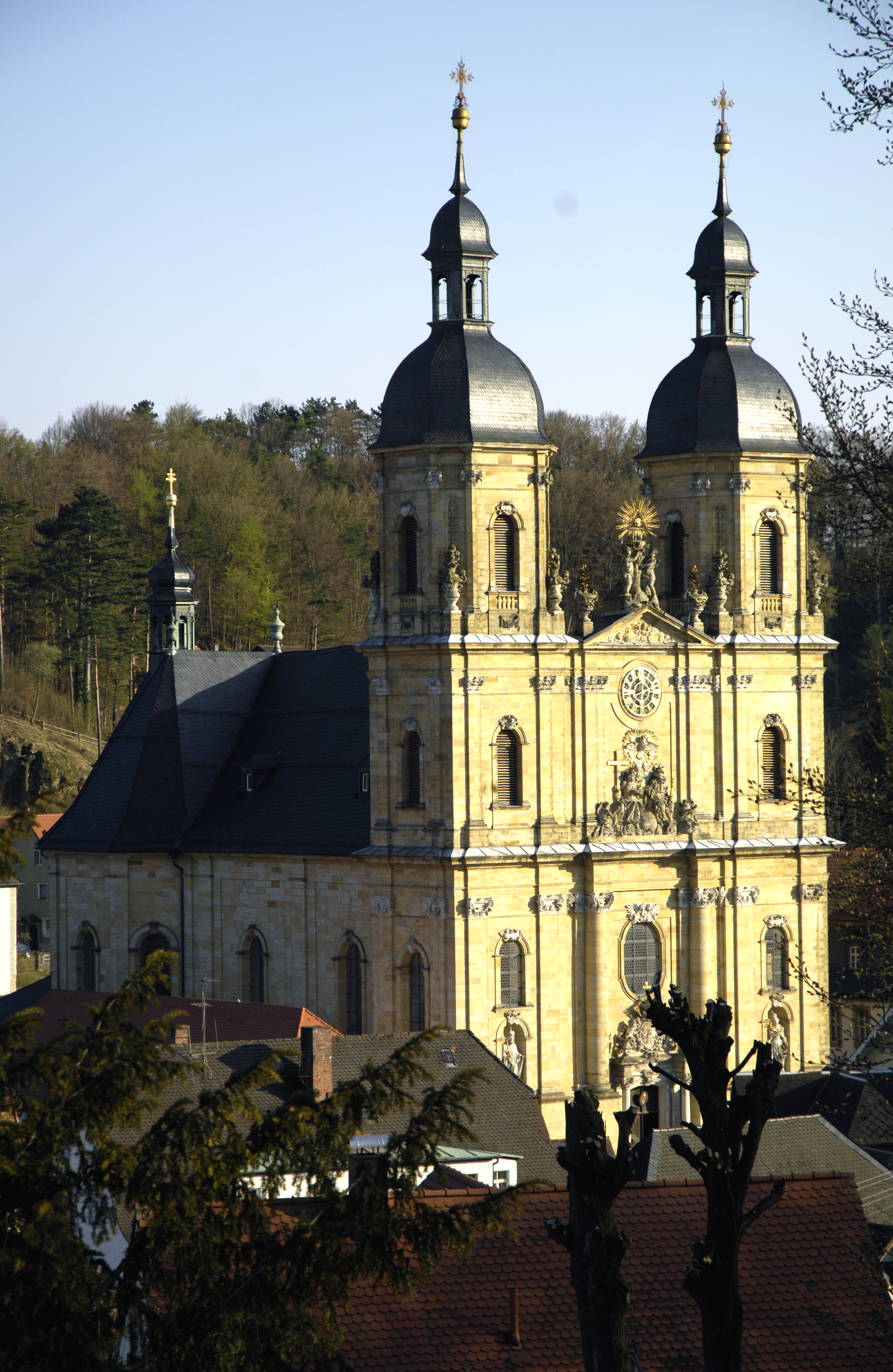
Basilika Gößweinstein
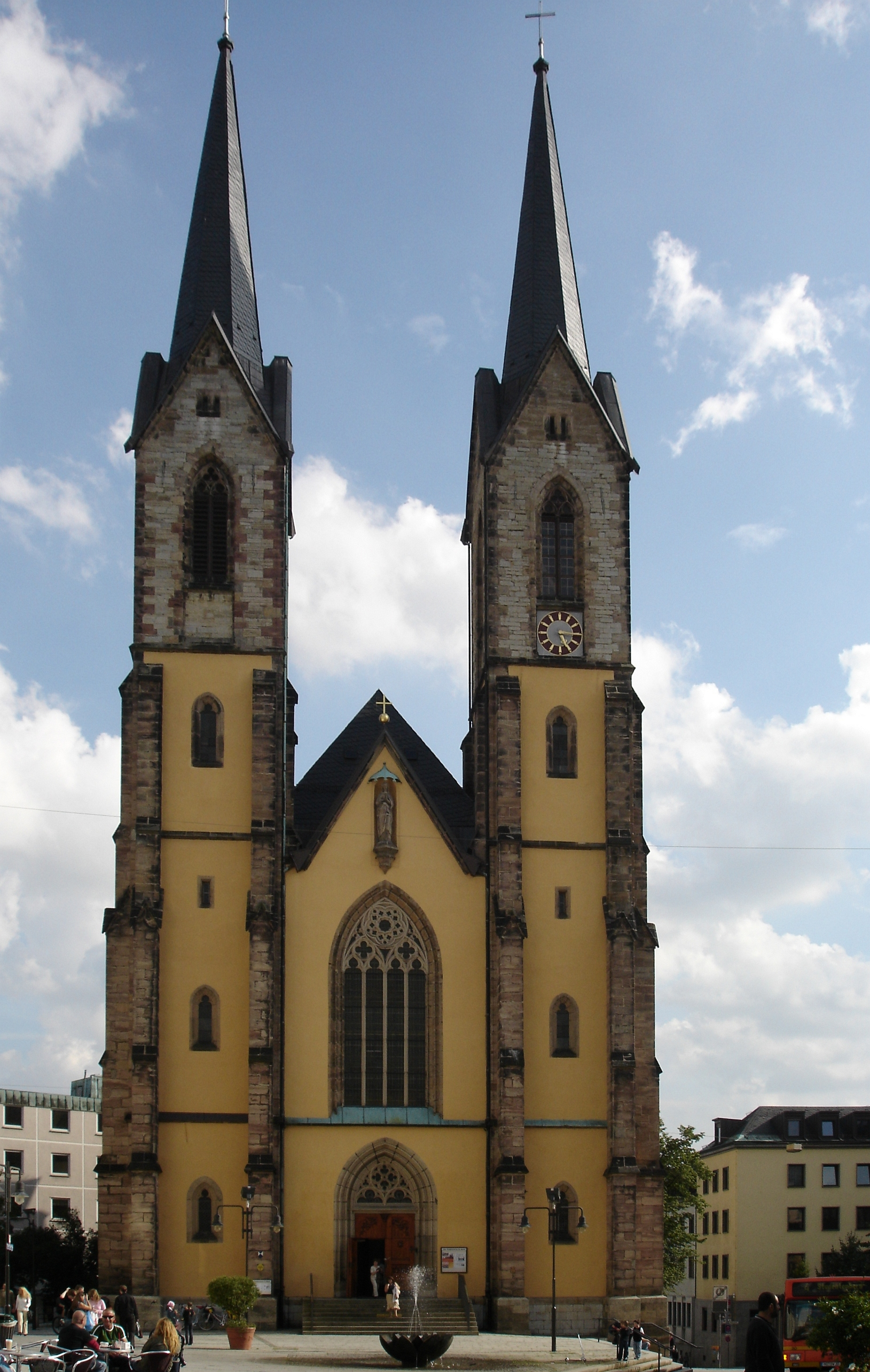
Stadtkirche St. Marien Hof
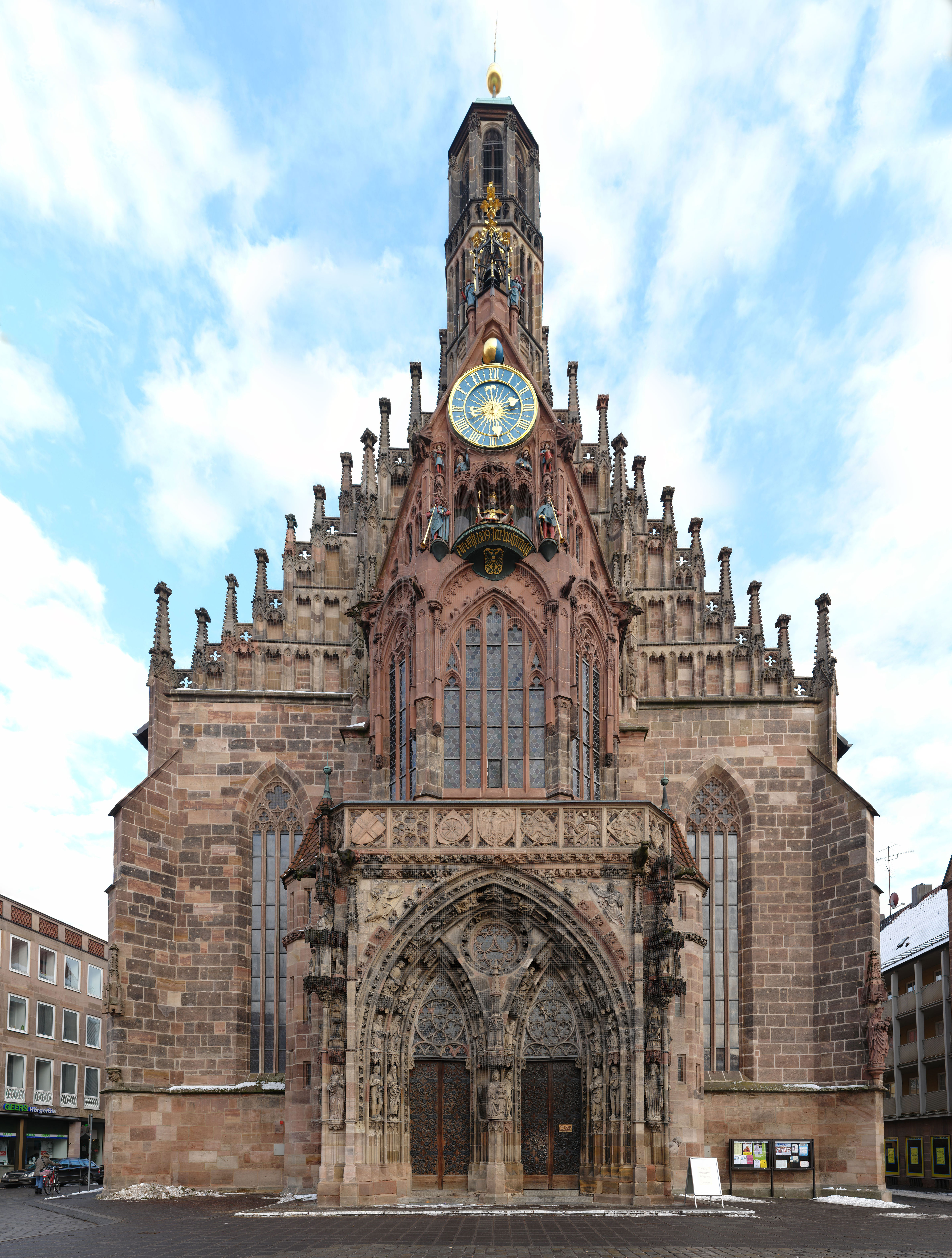
Frauenkirche Nürnberg
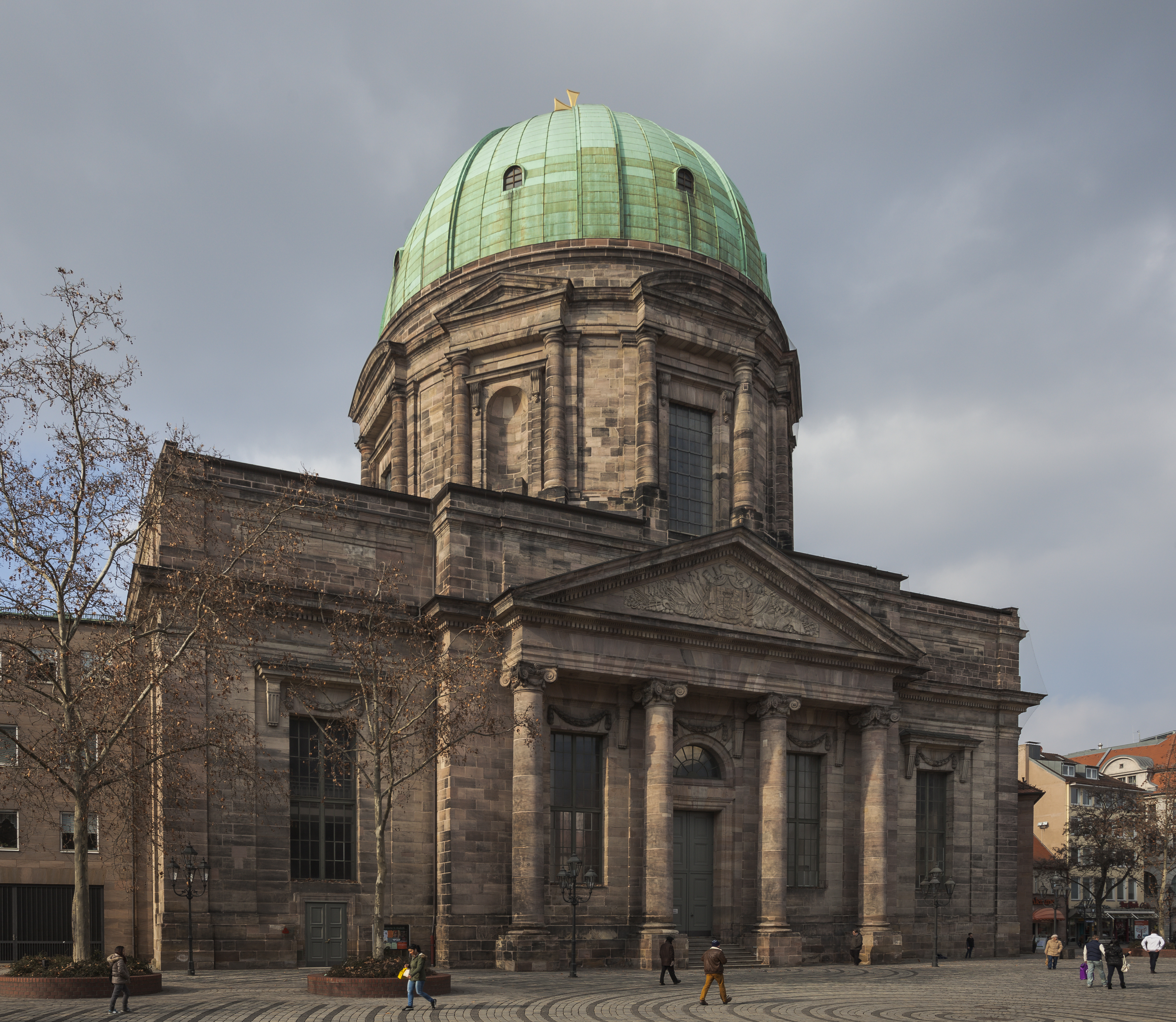
St. Elisabeth Nürnberg
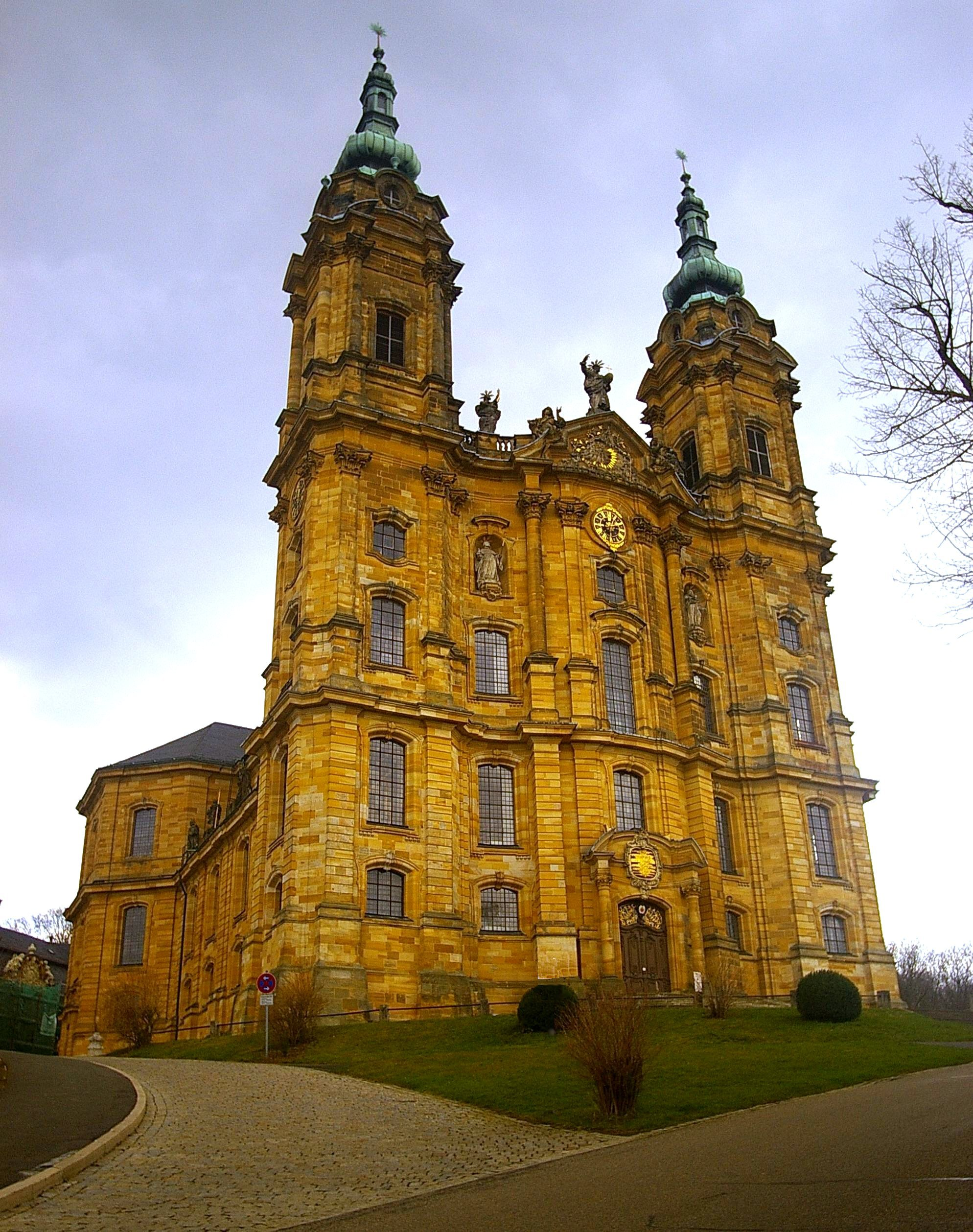
Basilika Vierzehnheiligen

## Konsolidierungsprozess
In den Jahren 2002 bis 2005 konnten die gesunkenen Einkünfte des Erzbistums Bamberg nur durch angesparte Rücklagen ausgeglichen werden. Im Jahr 2004 wurde deshalb ein Konsolidierungsprozess begonnen, um die Ausgaben zu verringern und Synergien zu schaffen. So wurden unter anderem
- die Ausgaben für die Seelsorgebereiche/Kirchenstiftungen nach einem festen Schlüssel entsprechend der Katholikenzahl und Fläche festgelegt.
- Zuschüsse an Jugend- und Bildungshäuser und große karitative Einrichtungen an die Entwicklung der Kirchensteuer gekoppelt.
- Sach- und Personalkosten in nahezu allen Bereichen zurückgefahren und die Verwaltung im Ordinariat verschlankt.

Der Konsolidierungsprozess und der wirtschaftliche Aufschwung in den Jahren 2006 bis 2008 führten zu einer Stabilisierung des Haushalts. In diesem Zeitraum konnten Mehreinnahmen verzeichnet werden, die es ermöglichten, einzelne Sparmaßnahmen, wie z. B. den Einstellungsstopp für pastorale Mitarbeiter, wieder aufzuheben. Auch konnte mit den Überschüssen die Existenz bestimmter kirchlicher Einrichtungen gesichert werden, so z. B. die Arbeitnehmerbildungs- und -begegnungsstätte in Obertrubach und der Betrieb der Berufsfachschulen Maria Hilf in Bamberg. Das Jahr 2009 wurde noch positiv abgeschlossen. Die Auswirkungen der Wirtschafts- und Finanzkrise 2009/2010 hatten aufgrund der raschen wirtschaftlichen Erholung keine negativen Auswirkungen auf den Diözesanhaushalt.
Das teilweise umgesetzte Gebäudekonzept beleuchtet alle Gebäude hinsichtlich ihrer Wirtschaftlichkeit und Ausnutzung. Kirchen, Pfarrhäuser und Pfarrzentren werden überprüft. In Zukunft wird nur noch ein Komplex von der Diözese aus bezuschusst. Vor allem die Pfarrzentren müssen sich mit ihrer Versammlungsfläche an der Katholikenzahl orientieren. Dies hat zur Folge, dass manche Pfarreien ihre Pfarrzentren schließen oder teilweise an Fremdnutzer vermieten müssen.
Von Kirchenschließungen ist das Erzbistum Bamberg, im Gegensatz zu einigen anderen Bistümern in Deutschland, noch fast gar nicht betroffen. 2003 wurde die 1962 erbaute St.-Josephs-Kirche der Mädchenrealschule in Schillingsfürst profaniert und zu einer Mehrzweckhalle umgebaut. 2009 wurde die Kirche auf Schloss Untermerzbach profaniert, da die dort ansässigen Pallottiner nach Salzburg umgesiedelt waren. 2010 wurde die ehemalige St.-Bonifatius-Kirche in der MUNA-Siedlung von Marktbergel verkauft.

## Errichtung von Seelsorgebereichen
Im Zuge des Konsolidierungsprozesses wurden aus den 367 Pfarreien 96 Seelsorgeeinheiten gebildet, die an Pfingsten 2006 installiert wurden. Das jeweilige Seelsorgeteam (Priester und Mitarbeiter) ist seitdem nicht mehr nur für eine Pfarrei zuständig, sondern für den gesamten Seelsorgebereich. In der Praxis beschränkt sich dies aber hauptsächlich auf die Mitarbeiter und kaum auf die Priester, die immer noch einer bestimmten Pfarrei zugeordnet sind. Ungefähr ab dem Jahr 2010 stehen faktisch für jede Seelsorgeeinheit noch zwei Priester zur Verfügung. Bei der momentanen Entwicklung des Priesterstandes wird es ca. 2020/2025 nur noch ein Priester sein.
Im Herbst/Winter 2008/09 mussten alle Seelsorgeteams an einer gemeinsamen Fortbildung teilnehmen. Hierbei wurde das gemeinsame Arbeiten beleuchtet und versucht, neue Weichen für die Zukunft zu stellen. Die Seelsorgeeinheiten wurden verpflichtet, mindestens ein Projekt gemeinsam durchzuführen, eine Überprüfung der Durchführung wird es aber nicht geben. Die Stellung der Leitenden Pfarrer wurde nicht verändert.

## Bistumshaus St. Otto
Das 1928 eröffnete Priesterseminar am Heinrichsdamm in Bamberg ist von 2004 bis 2007 zum Bistumshaus St. Otto umgebaut worden. Etwa 80 Firmen waren an den Bauarbeiten beteiligt. Die Kosten von unter 25 Millionen Euro teilten sich zu zwei Dritteln das Erzbistum Bamberg und zu einem Drittel die Seminarstiftung.
Das Bistumshaus St. Otto wird als Priesterseminar und vom Erzbischöflichen Ordinariat genutzt. Im Priesterseminar stehen 64 Zimmer für die Alumnen (Priesteranwärter) und Gäste zur Verfügung. Außerdem sind Kapellen, Arbeits- und Gruppenräume, eine theologische und katechetische Bibliothek sowie Wohnungen für die Leiter des Priesterseminars vorhanden. Im anderen Teil des Gebäudes sind die Hauptabteilungen Pastorales Personal sowie Schule und Religionsunterricht untergebracht. Außerdem sind dort die Diözesanstellen Weltmission und Berufe der Kirche beheimatet. Eine Nutzung ist auch als Tagungshaus mit Sälen, Seminarräumen, einem Speisesaal und Cafeteria möglich. Ebenso sind die Medienzentrale des Erzbistums und der Heinrichsverlag mit der Kirchenzeitung Heinrichsblatt im Bistumshaus St. Otto angesiedelt.

## Tausendjähriges Bistumsjubiläum
Vom 1. November 2006 bis zum 1. November 2007 feierte das Erzbistum Bamberg unter dem Motto Unterm Sternenmantel sein tausendjähriges Bestehen. Die Feierlichkeiten beschränkten sich nicht auf Bamberg. Auch an anderen Orten im Erzbistum Bamberg, wie z. B. in Nürnberg, Forchheim oder Ansbach fanden Veranstaltungen statt. Höhepunkt des Jubiläumsjahres war das Heinrichsfest vom 6. bis 8. Juli 2007, zu dem rund 30.000 Besucher kamen. Zum Festgottesdienst erschien der damalige Erzbischof von München, Friedrich Kardinal Wetter als Sondergesandter von Papst Benedikt XVI.
Am 11. März 2007 wurde im Bamberger Dom ein Gottesdienst zum tausendjährigen Bestehen des Bistums gefeiert. In einem in Deutschland einmaligen Vorgang bat dabei der Bamberger Erzbischof Ludwig Schick wegen des Versagens von Christen und Kirche um Vergebung. In dem Gottesdienst wurden kirchliche Verfehlungen wie Hexenverfolgung, Kreuzzüge und Konfessionskriege, die Unterstützung des Nationalsozialismus und der mangelnde Einsatz für die Unterdrückten benannt.
„Beklagenswert ist auch der im ersten Drittel des 17. Jahrhunderts grassierende Hexenwahn, dem im Hochstift Bamberg 900 Menschen zum Opfer fielen. Der begnadete Jesuit Friedrich von Spee konnte sich mit der Einsicht durchsetzen: ‚Erst die Folter schafft die Hexen‘ und damit dem Spuk ein Ende bereiten.“

## Diözesanpartnerschaft mit Thiès (Senegal)
Am 22. September 2007 unterzeichneten der Erzbischof von Bamberg, Ludwig Schick, und der Bischof der senegalesischen Diözese Thiès, Jacques Sarr, die Urkunde für die Partnerschaft beider Ortskirchen. Die beiden Bistümer vereinbarten eine Gebets-, Lern- und Solidargemeinschaft. Sie wollen sich unter anderem in der Erfahrung der Glaubensweitergabe austauschen. So kommen beispielsweise Priester aus dem Bistum Thiès zur Unterstützung ins Erzbistum Bamberg. Das fränkische Bistum will der senegalesischen Diözese bei der Errichtung von Kirchen, Pfarrzentren, Schulen und Sozialstationen behilflich sein.

## Energie- und Klimaoffensive des Erzbistums Bamberg
Für eine Energie- und Klimaoffensive stellte das Erzbistum Bamberg im Jahr 2009 fünf Millionen Euro zur Verfügung. Im Laufe des Jahres 2010 wurden weitere drei Millionen Euro bereitgestellt. Die Mittel aus dem Energiefonds dienen dazu, vor dem Beginn von Bau- und Instandhaltungsmaßnahmen Energiegutachten zu erstellen und Thermografieuntersuchungen durchzuführen. Außerdem soll das Geld für die energetische Sanierung von Gebäuden verwendet werden. Vor allem die beiden kirchlichen Häuser auf dem Feuerstein bei Ebermannstadt, das Jugendbildungshaus und die Katholische Landvolkshochschule, nehmen eine Vorreiterrolle ein. Dort gibt es bereits eine Solaranlage, eine Photovoltaikanlage, ein Biomassewerk und Wärmeschutzfenster.

## Fälle des sexuellen Missbrauchs
Am 23. September 2022 teilte das Erzbistum Bamberg mit, dass der 2005 gestorbene Priester Dieter Scholz seit seiner Kaplanszeit wiederholt sexuelle Übergriffe begangen habe. Dies sei dem Erzbistum seit 1963 bekannt gewesen, und Scholz habe die Taten eingestanden. Der Priester wurde zunächst aus dem Dienst genommen und musste sich „zur Besinnung und Umkehr“ ins Kloster Niederalteich und dann in die Abtei Münsterschwarzach begeben. Anschließend sei er zweimal als Seelsorger in Bolivien tätig gewesen, dazwischen und danach sei er jedoch an verschiedenen Orten im Erzbistum Bamberg eingesetzt worden, u. a. von 1972 bis 1995 als Pfarrer von Wallenfels. 2003 sei er regulär in den Ruhestand versetzt worden. Erzbischof Ludwig Schick räumte schwere Versäumnisse der Bistumsleitung ein; ein Priester, dem solche Vorwürfe gemacht wurden, hätte aus dem Dienst genommen und zumindest kirchenrechtlich bestraft werden müssen. Erzbischof Schick wird vorgeworfen, dass er keinerlei Mitteilung darüber und keine Aufrufe an eventuelle weitere Betroffene, sich zu melden, gemacht habe, obwohl die Unabhängige Kommission zur Aufarbeitung sexuellen Kindesmissbrauchs empfohlen hatte, dass Schritte der Aufarbeitung „der Öffentlichkeit mitgeteilt werden müssen“. Die Personalakten von Dieter Scholz seien zudem nicht ausreichend überprüft worden, als sich weitere Opfer von sexuellem Missbrauch an das Erzbistum wandten.
Der Betroffenenbeirat von Geschädigten durch Missbrauch im Erzbistum Bamberg und die Koordinierungsstelle zur Prävention sexualisierter Gewalt des Erzbistum Bambergs erinnerten am 28. Juni 2025 in der Bamberger Fußgängerzone und am 13. Juli 2025 auf dem Bamberger Domplatz beim Heinrichsfest mit einer Mahnwache an das Leid der Betroffenen von Missbrauch im Erzbistum. Hierbei wurden erstmals auch „Orte des Missbrauchs“ gezeigt, welche in dem Umfang bisher nicht bekannt gemacht worden waren. Demnach wurde Missbrauch auch an folgenden Orten verübt: in Bamberg (Amt für Kirchenmusik, Aufsessianum Neubau, Aufsessianum Altbau, ehemaliges Antonianum, ehemaliger Probenraum Domchor, Aufgang zur Domorgel, ehemaliges Franziskanerkloster, ehemaliges Ottonianum, ehemaliges Marianum, St. Josefsheim), Memmelsdorf (Sakristei Lichteneiche), Gunzendorf, Röthenbach a. d. Pegnitz (Pfarrkirche) und Altenbanz (Pfarrhaus).